# Belvosia weynberghiana
Belvosia weynberghiana är en tvåvingeart som beskrevs av Wulp 1883. Belvosia weynberghiana ingår i släktet Belvosia och familjen parasitflugor. Inga underarter finns listade i Catalogue of Life.